# Club de Remo Deusto
Deustu Arraun Taldea es un club de remo del barrio de Deusto de la ciudad de Bilbao. Su equipo de traineras masculino milita en la Liga ARC-1, mientras que el femenino lo hace en la Liga ETE. Fue fundado en 1981, gracias a un pequeño grupo de deportistas de Deusto. Entrena en el Pabellón de remo de Deusto, instalaciones inauguradas en septiembre de 2018.
A lo largo de su historia han obtenido más de veinte banderas en regatas de traineras en categoría sénior, destacando las cuatro que tienen en la Bandera Villa de Bilbao, regata que organiza el propio club. En categoría femenina destaca el Campeonato de Vizcaya de Traineras femenino obtenido en 2017, los dos Campeonatos de Vizcaya de Trainerillas en 2008 y 2017, y el Campeonato de Vizcaya de Bateles de 2017. Tienen equipo en todas las categorías de edad de las tres especialidades de remo en banco fijo (batel, trainerilla y trainera), además de competir en banco móvil.

## Historia

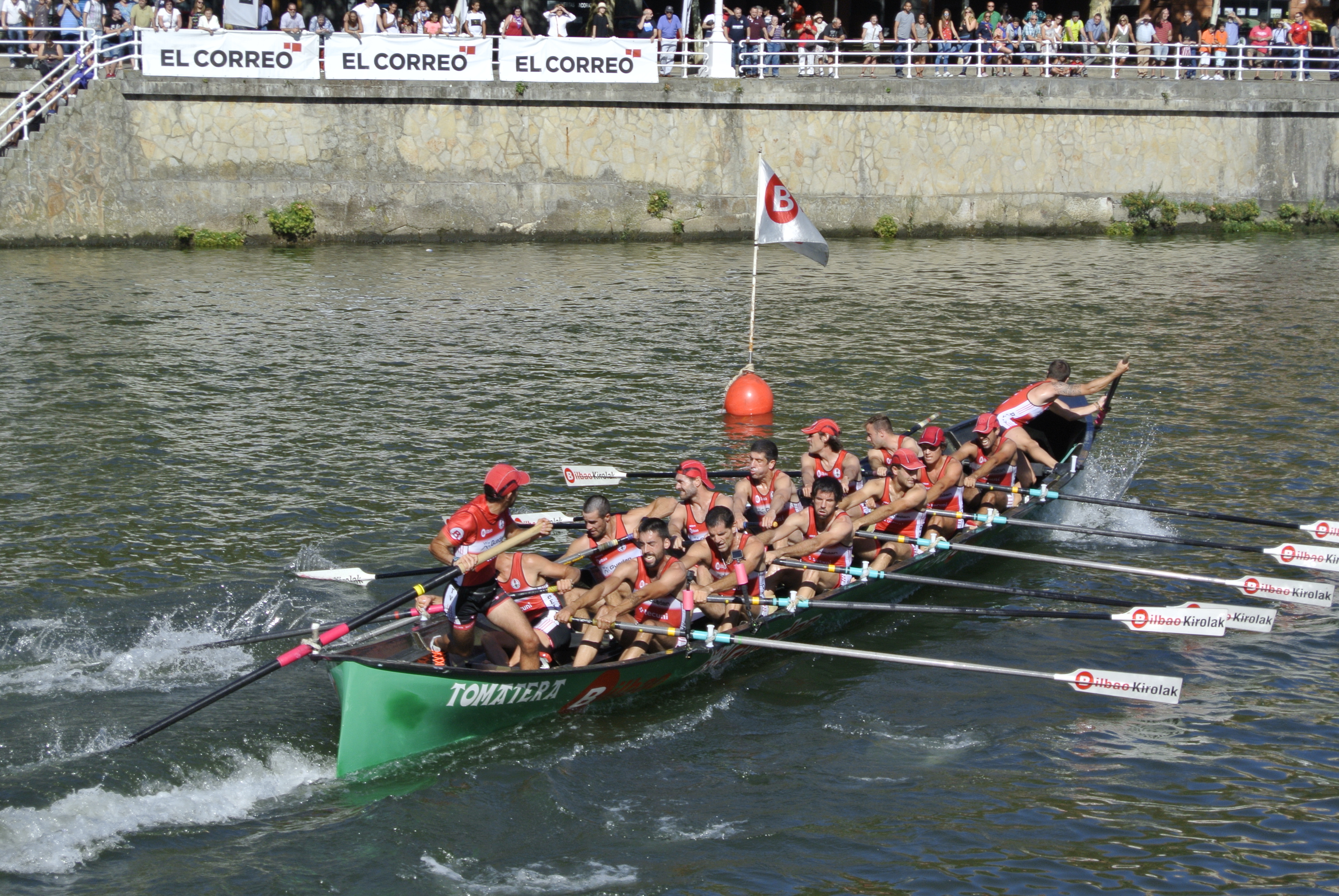
Trainera de Deustu Arraun Taldea en Bilbao en 2017

### Inicios
Comenzó su andadura en 1981 con un reducido grupo de deportistas, que en 1982 compitieron únicamente en bateles. En 1983, los remeros juveniles terminaron la liga vizcaína de bateles en segundo lugar con 90 puntos, por los 95 de Isuntza, mientras los remeros infantiles se impusieron a Isuntza por 32 puntos a 29. Poco después ambas categorías obtuvieron el campeonato de Vizcaya. En el campeonato del País Vasco los infantiles volvieron a obtener el título, mientras los juveniles fueron segundos a tan solo un segundo de la embarcación donostiarra. En el campeonato de España de bateles los juveniles obtuvieron el subcampeonato solo por detrás de Iberia. Además de estos títulos, en batel también ganaron en las banderas de Baracaldo (juveniles) y Deusto (sénior), y en el trofeo Matiko de Lequeitio (infantil).

### Cambio de sede y primeros años en trainera
En verano del año 1983 Vizcaya sufrió unas fuertes inundaciones que ocasionaron muchos daños en la sede del club, ubicada en lo que había sido la cervecera de Urbasa. Según el presidente, Juan Antonio Camiruaga, perdieron material por valor de unos tres millones y medio de pesetas. Con la riada desaparecieron tres bateles, dos trainerillas, dos doble scull, un coche, remos y otro tipo de material deportivo. Para seguir entrenando, Portugalete y Matiko cedieron al club sendos bateles, mientras Luchana les prestó una trainera, para poder entrenar de cara al verano de 1984. Ese año el club afrontaba la temporada con 24 remeros sénior, 15 juveniles, 15 cadetes y 6 infantiles. Ante su debut en trainera, los medios de comunicación indicaban que hacía 49 años que no remaba en trainera una embarcación del barrio, fue en 1935 la "Arangoitiko Ure". Durante el año 1985 se compraron cuatro bateles, dos doble scull, dos trainerillas y una trainera, que llegó el 28 de junio con un coste de 700000 pesetas, lo que ocasionó problemas económicos para la institución. Tres días después de recibir la trainera debutaron en la Bandera de la Cruz Roja, en Castro Urdiales. Remaron en once regatas más durante la temporada, ocupando normalmente los últimos puestos.
Para disputar el Campeonato de Vizcaya de Traineras de 1986, el equipo estrenó nueva trainera, obteniendo finalmente el sexto puesto final. En 1988 obtuvieron el primer puesto en el "cuatro sin" en el segundo descenso de la temporada de banco móvil, lo que les clasificaba para disputar el 7 de febrero una regata nacional en Villarreal de Álava. Finalizando la temporada obtuvieron el mejor resultado de su historia en una regata de traineras, obteniendo el segundo puesto en la Bandera de Plencia.

### Fusiones y Liga Federativa
Para la temporada 1990 el club decidió fusionarse con Portugalete para tener una trainera más competitiva, ya que disponían de varios remeros jóvenes. Esta fusión contó con 31 remeros, aunque la organización de las regatas se hizo al igual que otros años, cada club organizaba su propia regata. El mejor puesto que obtuvieron durante la temporada fue un tercero en la bandera de Plencia. En 1991 volvieron a competir exclusivamente con el nombre del club, obteniendo el mejor puesto en la primera regata de la temporada, en la Bandera Compresores ABC. En 1992 y 1993 no sacaron trainera. En 1994 volvieron a competir en trainera, pero con resultados muy modestos. El mejor puesto que obtuvieron durante la temporada fue un tercero en la bandera de Plencia.
En 1995 estrenaron nueva trainera de fibra, y volvieron a estar cerca del triunfo en la Bandera de Mundaka, en la que fueron segundos, únicamente por detrás de Elantxobe. Sin embargo, en competiciones de más importancia estuvieron relegados a los últimos puestos. En la temporada 1996 mantuvieron el nivel de años anteriores, pero en 1997 y 1999 no pudieron completar el equipo para competir en traineras. En el año 2000 ganaron una regata de la liga de trainerillas, pero tuvieron que volver a fusionarse para sacar la trainera al agua, compitiendo bajo el nombre de Deusto-Lutxana. Disputaron la Liga Vasca B, pero después de varios malos resultados y tras faltar a tres citas de la competición, fueron expulsados en una reunión celebrada entre la Federación Vasca de Remo y los clubes de dicha liga. En 2001 el club remó fuera de regata en la Bandera Villa de Bilbao, como homenaje a su remero fallecido Jon Sasieta. Santander, ganador de la anterior edición, entregó a Deusto un banderín en su honor.
En 2002 compitió con el nombre de "Ibaizabal", fusionados con el Club de Remo Algorta. Gracias a esta fusión llegaron a sacar al agua dos traineras en algunas competiciones. Al año siguiente siguieron con dicha fusión, siendo 15.º en la Liga Federativa, solo por delante de Camargo, Laredo, Ur-Joko y Pontejos. Su mejor resultado fue un tercer puesto en la Bandera de Colindres. En 2004, y tras varios años sin sacar trainera en solitario, formaron parte de la Liga Federativa de Traineras en su grupo B. Terminaron en 19.º lugar con 6,75 puntos, solo por delante de Santoña y Fortuna. En 2005 volvieron a ocupar el 19.º puesto con 7,58 puntos, solo por delante de Raspas.

### Primeros años de la Liga ARC

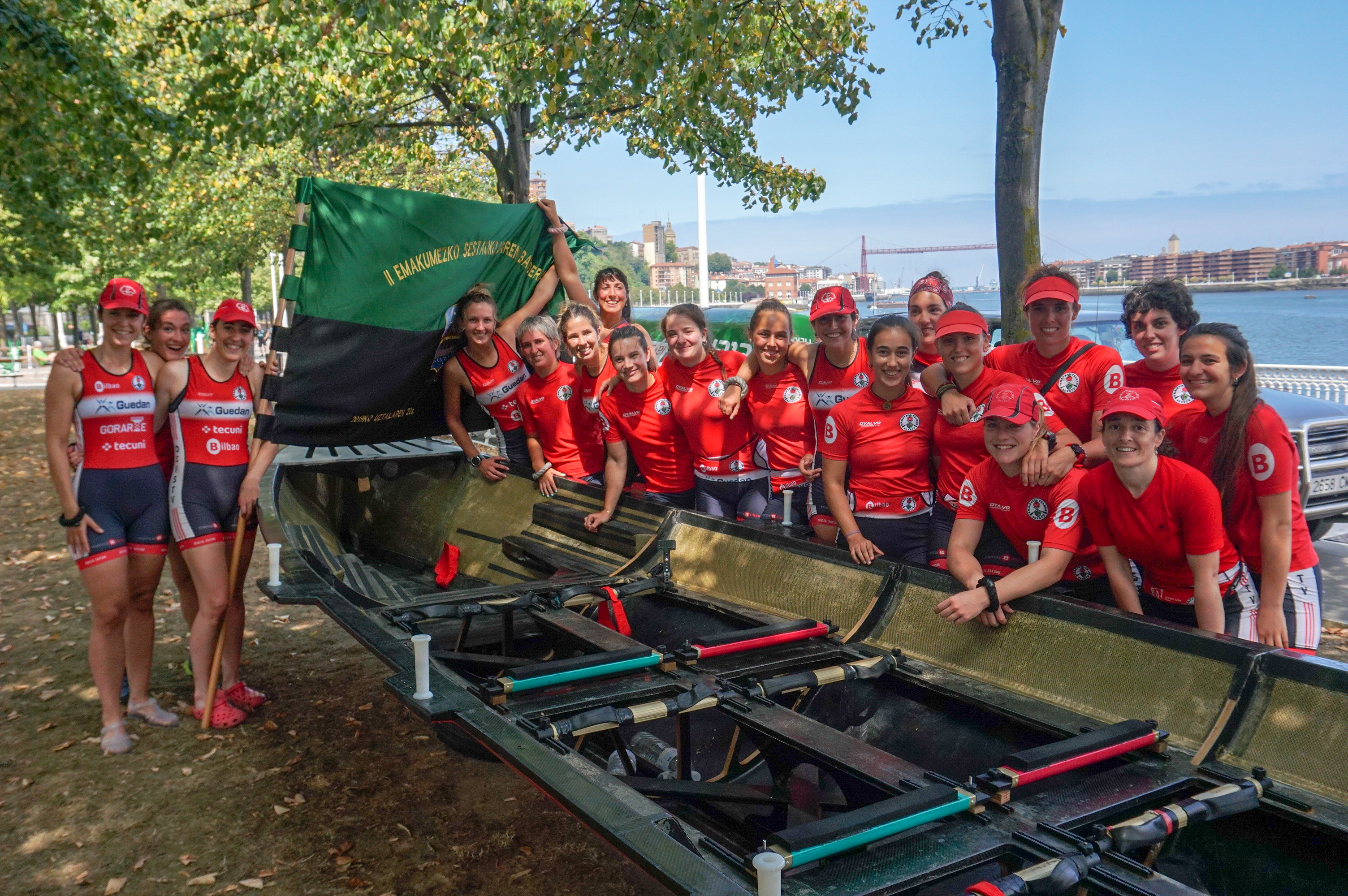
Componentes de la trainera femenina de Deusto tras la conquista de la Bandera de Sestao 2019

En 2006 fueron uno de los clubes fundadores de la Liga ARC, compitiendo su primer año en el grupo 2. Disputaron las 11 regatas del grupo y terminaron en octavo lugar de diez participantes, por delante de Raspas y Algorta. Su mejor resultado de la temporada fue un quinto puesto en la Bandera Villa de Bilbao. En su segunda temporada en la liga finalizaron en sexto lugar con 62 puntos, por delante de Guecho, Colindres, Hibaika y Raspas. Su mejor resultado fue un tercer puesto en la Bandera Ría del Asón, solo por detrás de Busturialdea y Castro B. En la temporada 2008 fueron séptimos de la liga, obteniendo su mejor resultado en la Bandera de Santander, solo por detrás de Astillero y Orio, que fueron primero y segundo en todas las regatas.
Para la temporada 2009 el club fichó como entrenador a Peio de Vega para afrontar un año más la liga ARC-2. Disputaron 15 regatas, imponiéndose en ocho de ellas y finalizando en primera posición la liga con 175 puntos, mientras Trintxerpe obtuvo dos regatas, Guecho tres y Santoña dos. Tras el primer puesto en la liga obtuvieron el ascenso directo a la liga ARC-1. En 2010, y nuevamente con Peio de Vega como entrenador, fueron séptimos en la liga ARC-1, por delante de Fuenterrabía B, Arkote, Guecho, Busturialdea y Trintxerpe. Su mejor posición del año fue en la primera regata de la liga, en el Gran Premio Metro Donostialdea - Sari Nagusia, donde fueron quintos. Al año siguiente volvieron a obtener el séptimo puesto en la ARC-1 con 80 puntos, por delante de Santoña, Hondarribia B, Orio B, Arkote y Guecho. Ganaron la regata organizada por la liga ARC en Pasajes el 6 de agosto de 2011 en la que fue su primera victoria en la ARC-1.
En 2012 se hizo cargo del equipo Josu Ortube. En la ARC-1 Orio ganó todas las regatas, y Deusto fue último con 23 puntos, por lo que descendió de división. Su mejor resultado de la liga fue un octavo puesto en la Bandera de Elanchove. En 2013 hicieron una buena temporada de la mano de Gerardo Ranero, obteniendo dos banderas y finalizando en tercer lugar con 118 puntos, por detrás de San Pedro B y de Fuenterrabía B. Sus victorias fueron obtenidas en Castro y en la Bandera Villa de Bilbao. En el siguiente año obtuvieron cinco banderas, las de Donostiarra, Errenteria, Portu Zaharra, Villa de Bilbao y la de Promoción de Fuenterrabía. Zarauz obtuvo las otras nueve banderas que se disputaron y les arrebató el primer puesto del grupo, por lo que tuvieron que disputar el playoff de desempate ante San Pedro B y Arkote. Ante dichos rivales vencieron en las dos regatas disputadas y consiguieron ascender de división.

### Vuelta a la ARC-1 y trainera femenina

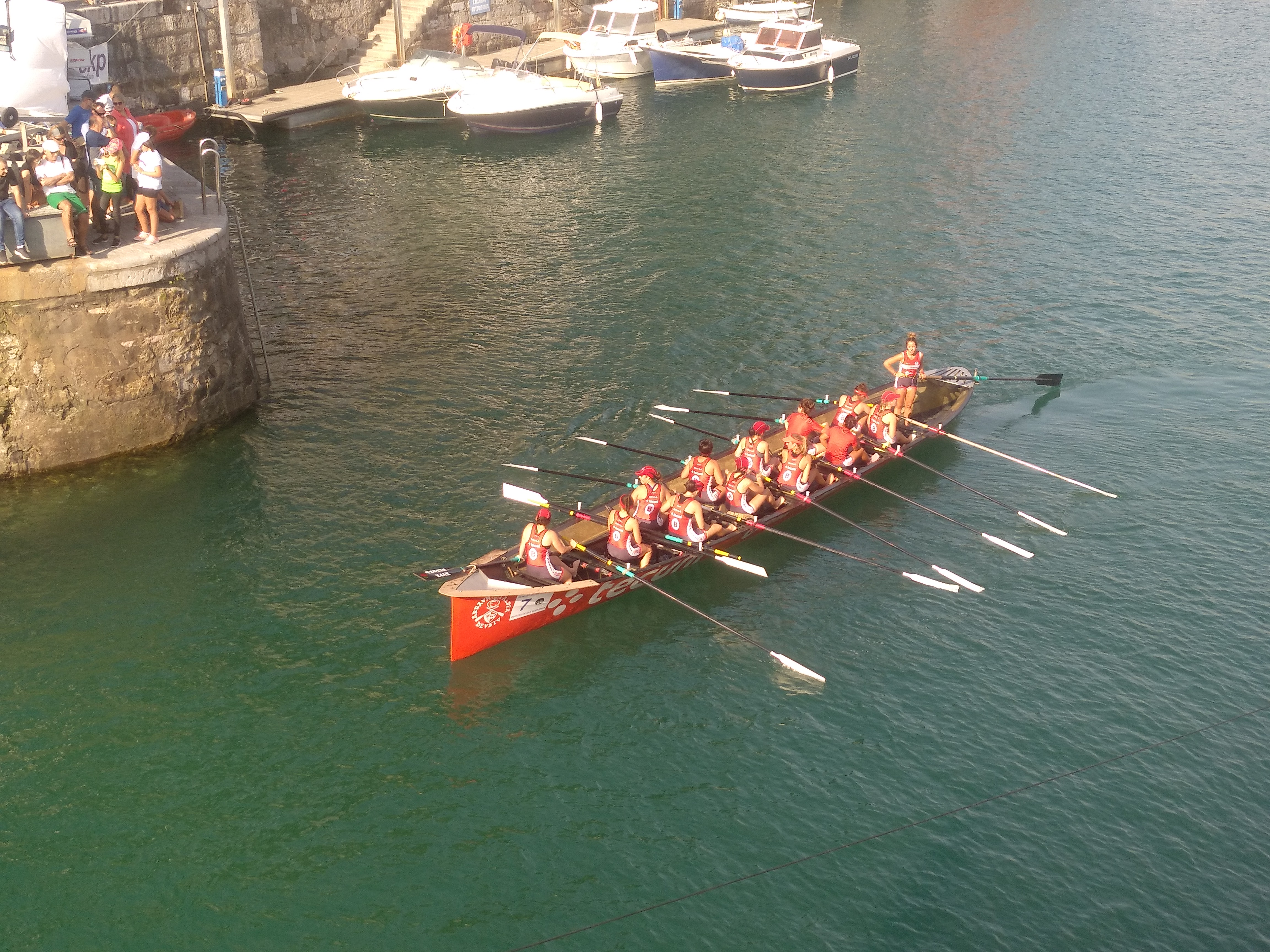
Trainera femenina de Deusto en la Bandera de la Concha femenina 2018

En 2015 la trainera masculina volvió a disputar la liga ARC-1 después de dos años en la ARC-2. Consiguieron ganar la Bandera Marina de Cudeyo, fueron segundos en la Bandera Villa de Bilbao y terceros en Santoña y la Bandera Donostiarra, para finalizar la liga en cuarto lugar. En la clasificatoria para participar en la Bandera de la Concha obtuvieron su mejor resultado histórico tras finalizar en 13.er lugar.
A finales de 2015 el club decidió sacar trainera femenina, tras dos años desde la disolución del proyecto de trainera vizcaína conjunta. Participaron en el descenso de San Nicolás en diciembre, en el Memorial Julián Enrique a comienzos de 2016 y fueron las únicas participantes en el Memorial J.A. Camiruaga, pero la presentación del equipo femenino se realizó en junio de 2016. Compitieron en la Liga Guipuzcoana de Traineras Femenina, y tras 14 regatas finalizaron en séptimo lugar, siendo su mejor posición un quinto puesto en su regata. Terminaron la temporada clasificándose para la Bandera de la Concha femenina, donde fueron séptimas en el cómputo de las dos jornadas celebradas. La trainera masculina volvió a disputar la liga ARC-1, finalizando en sexto lugar tras Ondárroa, Donostiarra, Guetaria, Isuntza y Pedreña. Sus mejores resultados fueron un segundo puesto en Fuenterrabía y un tercero en Castro.
En 2017 la trainera femenina participó en seis regatas de pretemporada, adjudicándose la victoria en la regata organizada por el propio club. En verano volvió a participar en la Liga Guipuzcoana, adjudicándose la regata no puntuable de El Correo y finalizando en sexto lugar en la clasificación general. También fueron sextas en las regatas clasificatorias para la Liga Euskotren, octavas en la Bandera de la Concha, y se adjudicaron el Campeonato de Vizcaya ante Portugalete y Lea Artibai. Para esta temporada la trainera masculina contrató como entrenador a Jon Elortegi, remero de Urdaibai en las anteriores seis temporadas. Participaron nuevamente en la ARC-1, finalizando en sexto lugar, siendo su mejor puesto el tercero en dos ocasiones, en Zumaya y en la bandera del Camping Aritzaleku.
En 2018 la trainera femenina no se clasificó para la Bandera de la Concha al terminar en octavo lugar la clasificatoria, ni para la Liga Euskotren, al terminar la clasificatoria en sexto lugar. Formó parte de la nueva liga de traineras femenina, la Liga ETE, donde finalizó en tercer lugar de la clasificación final, adjudicándose la bandera local. También ganaron la Bandera de la SDR Castro a principio de temporada. La trainera masculina comenzó la liga con victoria en la primera jornada de la Bandera de Portugalete, perteneciente a la Liga ARC. Sin embargo, en la segunda jornada no pudo obtener la bandera al finalizar en quinto lugar. En la tercera prueba, en la Bandera de San Juan de Luz, se adjudicaron la victoria, por delante de Guetaria e Isuntza. Volvieron a quedar en primer lugar en la segunda jornada de la bandera de El Correo, aunque no se adjudicaron la bandera. En la última regata de la liga, en la bandera Villa de Bilbao obtuvieron la victoria, finalizando la liga en tercer lugar tras Astillero e Isuntza.
En 2019 la trainera femenina consiguió adjudicarse la victoria en la Bandera de Sestao, pero finalmente fueron terceras en la clasificación de la Liga ETE tras Hibaika y Zumaia. En categoría masculina el equipo consiguió adjudicarse las banderas de Bayona, Errentería y Camargo, finalizando en segundo lugar en la clasificación final de la ARC-1. Este puesto les dio acceso a la eliminatoria de ascenso a la Liga ACT ante Zarauz, Ares, San Pedro y Tirán. Finalmente Ares y Zarauz obtuvieron las dos plazas de ascenso, relegando a Deusto al tercer lugar. En 2020 la pandemia de COVID-19 provocó cambios en el calendario de las competiciones, aunque continuaron celebrándose las ligas ETE y ARC-1. En categoría femenina no se adjudicaron ninguna bandera y finalizaron en quinto lugar la liga. Por su parte, la trainera masculina cambió de entrenador, fichando para este año a Alexander Esteban. Ganaron en la Bandera ARC disputada en Guecho, aunque terminaron la liga en cuarto lugar tras Pedreña, San Pedro y Getaria.

## Símbolos

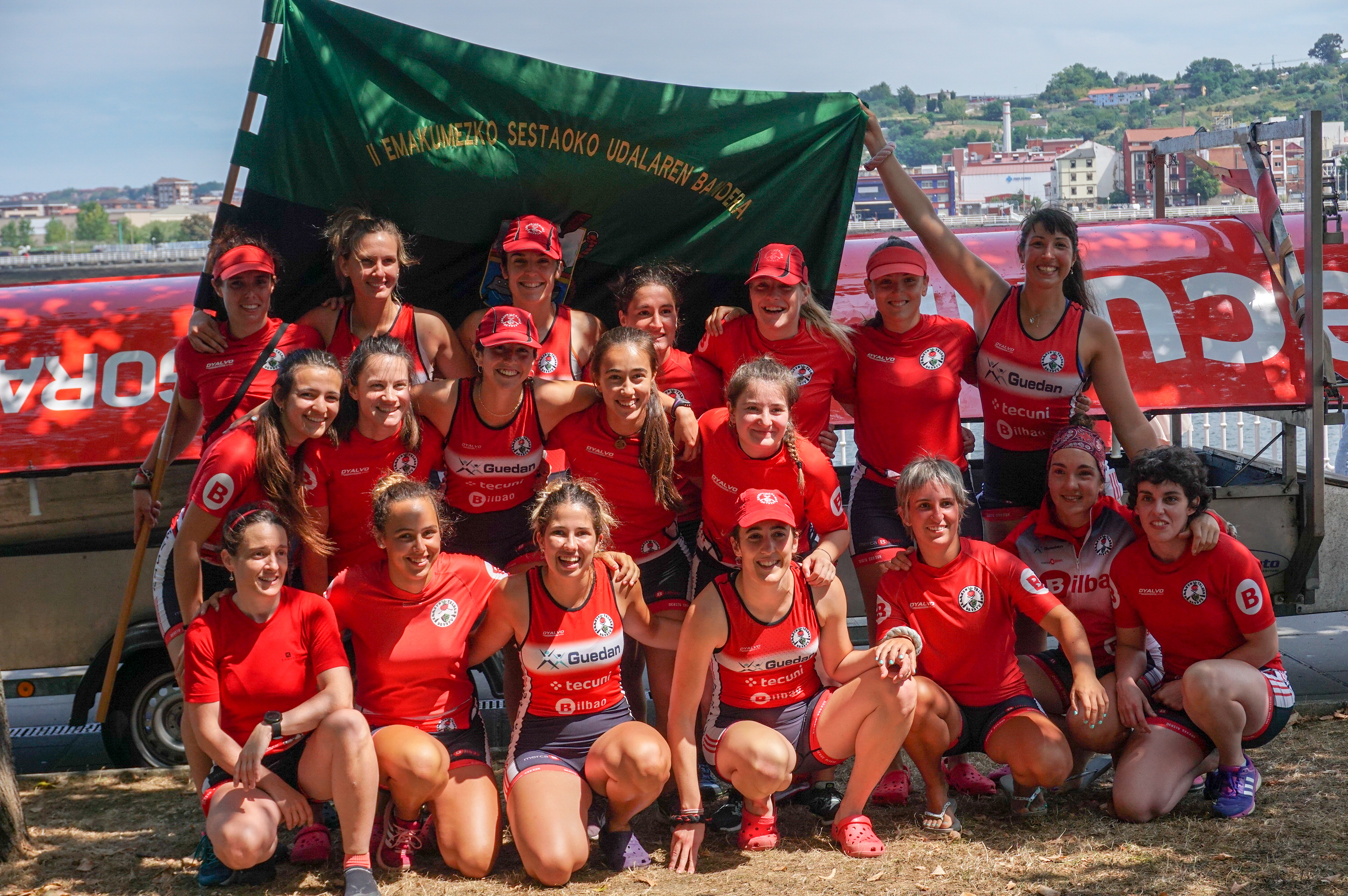
Bandera de Sestao 2019 obtenida por el equipo femenino

### Himno
El himno fue grabado en los estudios Mr. Jam en el año 2005, gracias al compositor Mikel Kamiruaga Madariaga. Los técnicos de sonido fueron Iñigo Korkuera y Xabier Egia. Jesús Ruiz fue quien tocó la tuba y el trombón, José Luis Galván y J.M. Kamiruaga el saxofón y Alberto Elfo la batería. La letra del himno anima a bajar al río para alentar a la trainera de Deusto.

### Escudo
En la parte superior del escudo del club se encuentra un tomate, lo que da nombre a su trainera, la Tomatera. El tomate de Deusto es una variedad tradicional que tiene su origen en el propio barrio, debido a la fama que adquirieron sus huertas antes de su total urbanización a finales de 1970. Los agricultores de las localidades vecinas acudían a Deusto por la fama que habían adquirido estos tomates.

## Resultados

### Trainera masculina A
| Año  | Liga        | C.Esp | Concha | C.PV | C.Viz | Trainera | Entrenador               | Patrón                                          |
| ---- | ----------- | ----- | ------ | ---- | ----- | -------- | ------------------------ | ----------------------------------------------- |
| 2006 | ARC 2: 8.º  | -     | -      | -    | 8.º   | Tomatera | Josu Ortube Herrero      |                                                 |
| 2007 | ARC 2: 6.º  | -     | -      | -    | 9.º   | Tomatera | Josu Ortube Herrero      |                                                 |
| 2008 | ARC 2: 7.º  | -     | -      | -    | 10.º  | Tomatera | Josu Ortube Herrero      |                                                 |
| 2009 | ARC 2: 1.º  | -     | 20.º   | -    | 7.º   | Tomatera | Peio De Vega Martin      | Aitor Rodríguez Maza                            |
| 2010 | ARC 1: 7.º  | -     | 20.º   | -    | 8.º   | Tomatera | Peio De Vega Martin      | Aitor Rodríguez Maza                            |
| 2011 | ARC 1: 7.º  | -     | 22.º   | -    | 9.º   | Tomatera | Peio De Vega Martin      | Gerardo Ranero Fernández                        |
| 2012 | ARC 1: 12.º | -     | -      | -    | 10.º  | Tomatera | Josu Ortube Herrero      | Gerardo Ranero Fernández y Aitor Rodríguez Maza |
| 2013 | ARC 2: 3.º  | -     | -      | -    | 10.º  | Tomatera | Gerardo Ranero Fernández | Gerardo Ranero Fernández                        |
| 2014 | ARC 2: 2.º  | -     | -      | -    | 6.º   | Tomatera | Gerardo Ranero Fernández | Gerardo Ranero Fernández y Aitor Rodríguez Maza |
| 2015 | ARC 1: 4.º  | -     | 13.º   | -    | 6.º   | Tomatera | Gerardo Ranero Fernández | Gerardo Ranero Fernández y Aitor Rodríguez Maza |
| 2016 | ARC 1: 6.º  | -     | 18.º   | -    | 7.º   | Tomatera | Gerardo Ranero Fernández | Gerardo Ranero Fernández y Mikel García Gómez   |
| 2017 | ARC 1: 6.º  | -     | 19.º   | -    | 6.º   | Tomatera | Jon Elortegi Lekanda     | Mikel García Gómez y Cristian Garma Antuñano    |
| 2018 | ARC 1: 3.º  | -     | 20.º   | -    | 6.º   | Tomatera | Jon Elortegi Lekanda     | Cristian Garma Antuñano                         |
| 2019 | ARC 1: 2.º  | -     | 16.º   | -    | 8.º   | Tomatera | Jon Elortegi Lekanda     | Iker Gimeno Anglada                             |
| 2020 | ARC 1: 4.º  | -     | 17.º   | -    | 7.º   | Tomatera | Alexander Esteban        | Lur Uribarren                                   |

### Trainera femenina
| Año  | Liga     | Concha | C.PV | C.Viz | Trainera | Entrenador/a          | Patrona                   |
| ---- | -------- | ------ | ---- | ----- | -------- | --------------------- | ------------------------- |
| 2016 | LGT: 7.º | 7.º    | 4.º  | -     | Tomatera | Fernando Beperet Ruiz | Naiara Fernández Carbajo  |
| 2017 | LGT: 6.º | 8.º    | 6.º  | 1.º   | Tomatera | Fernando Beperet Ruiz | Aiala Uribelarrea Leandro |
| 2018 | ETE: 3.º | 8.º    | 5.º  | 2.º   | Tomatera | Fernando Beperet Ruiz | Aiala Uribelarrea Leandro |
| 2019 | ETE: 3.º | 9.º    | -    | 2.º   | Tomatera | Fernando Beperet Ruiz | Zuberoa Egurrola Arriaga  |
| 2020 | ETE: 5.º | -      | 6.º  | 4.º   | Tomatera | Fernando Beperet Ruiz | Zuberoa Egurrola Arriaga  |

## Instalaciones

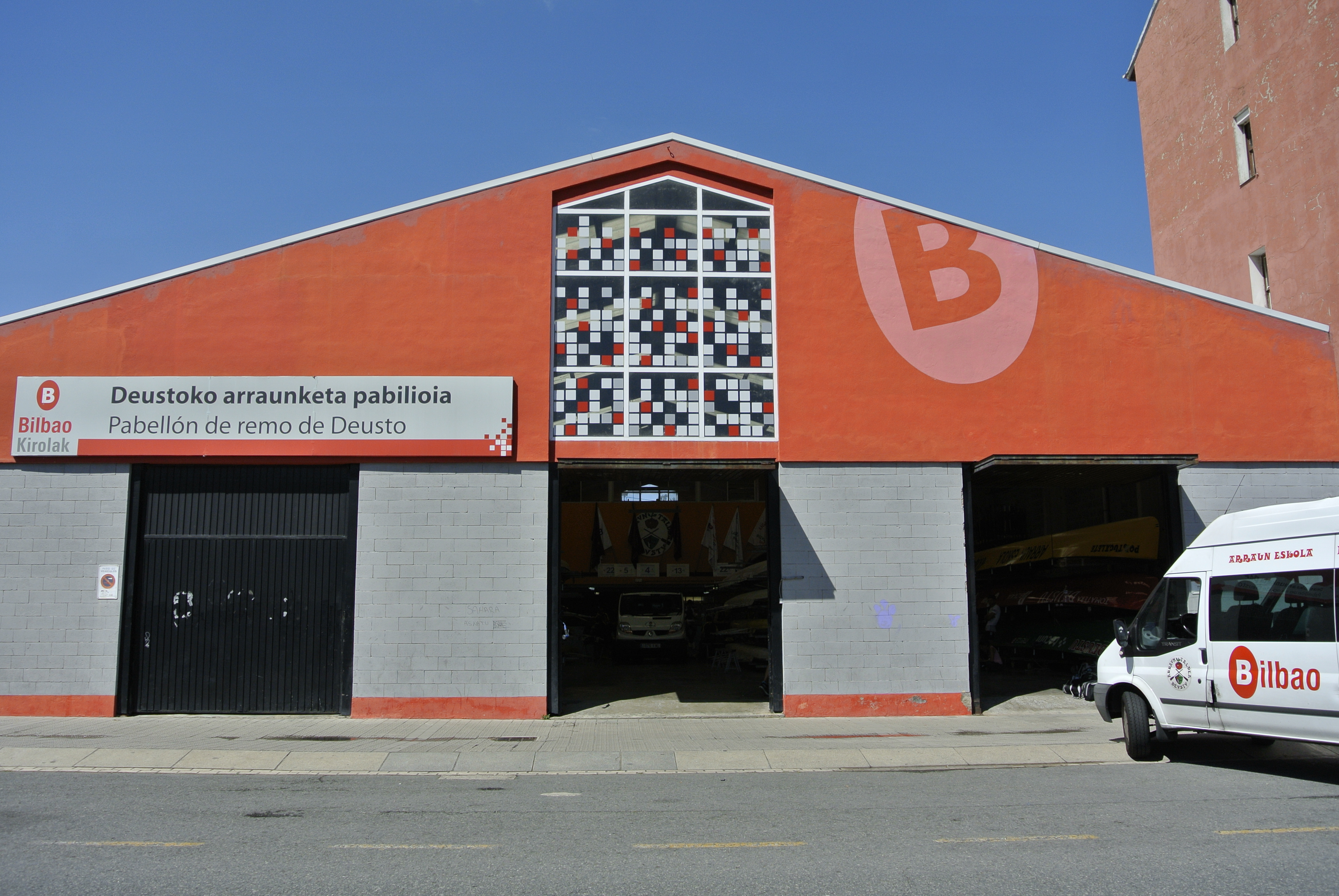
Fachada del edificio antiguo del club de remo situado en la Ribera de Deusto n.º 10

En 1981 el club se instaló en una lonja de la Ribera de Zorrozaurre, y posteriormente bajo el puente de Deusto. En 1983 se trasladó a la antigua cervecera de Deusto de Botica Vieja, pero las inundaciones ocasionaron diversos destrozos del material que tenía el club de remo. Entonces se trasladaron a la entrada de la península de Zorrotzaurre, a los números 10 y 11 de la Ribera de Deusto, terreno propiedad del Puerto Autónomo. En dichos solares se construyeron unas instalaciones municipales en 1984, por valor de unos 20 millones de pesetas. Las instalaciones contaban con dos plantas de 1350 metros cuadrados, con gimnasio, foso, vestuarios, dos talleres de mantenimiento, una oficina administrativa y una sala de reuniones. Para acceder al agua había que atravesar la carretera que estaba enfrente del club, y también tenía problemas para dejar las embarcaciones con la marea baja. En 2018 el Ayuntamiento decidió reestructurar la zona y la península fue destruida para crear la isla de Zorrotzaurre. Por lo tanto, las instalaciones deportivas donde entrenaba el club de remo también fueron derribadas en 2018, como parte de las demoliciones decretadas en el plan de urbanización de Zorrotzaurre.
Las nuevas instalaciones del club de remo fueron construidas en San Ignacio, y cedidas por el Ayuntamiento de Bilbao al club de remo a través de Bilbao Kirolak. Desde julio de 2018 las nuevas instalaciones fueron utilizaron por el club, pero la inauguración oficial se realizó en septiembre del mismo año. Se reconstruyó el antiguo edificio de Agemasa, situado en la Avenida Zarandoa, con un total de 1.500 metros cuadrados en una sola planta. Dispone de foso de entrenamiento, gimnasio con zonas de remo, cardio y pesas, una zona administrativa, siete vestuarios y un local médico. Frente al club se colocó la escultura de bronce "Patroi", del artista Leonardo Lucarini. El Ayuntamiento invirtió alrededor de 700.000 euros en su construcción.

## Palmarés

### Trainera masculina

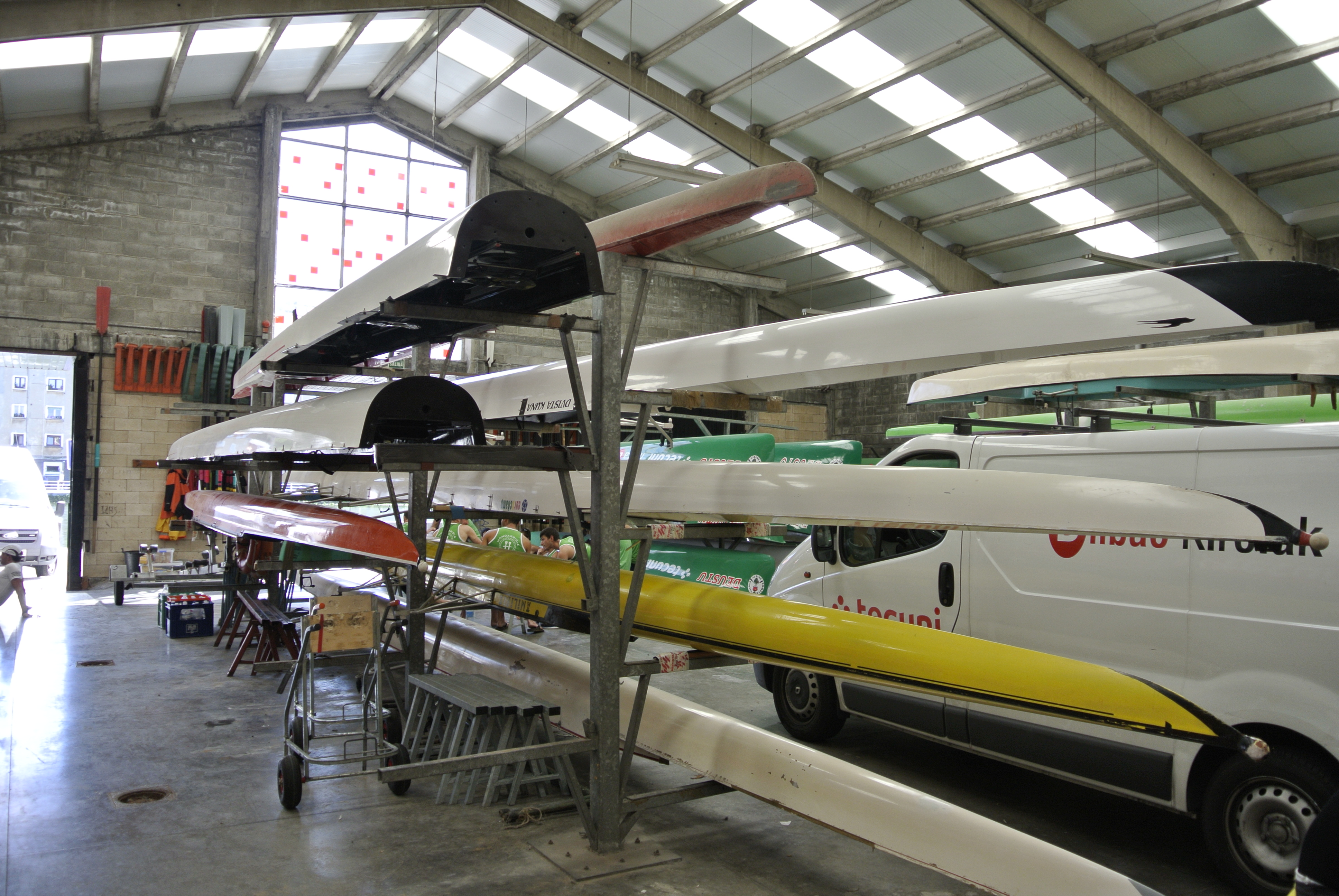
Embarcaciones de banco móvil en la antigua sede del club

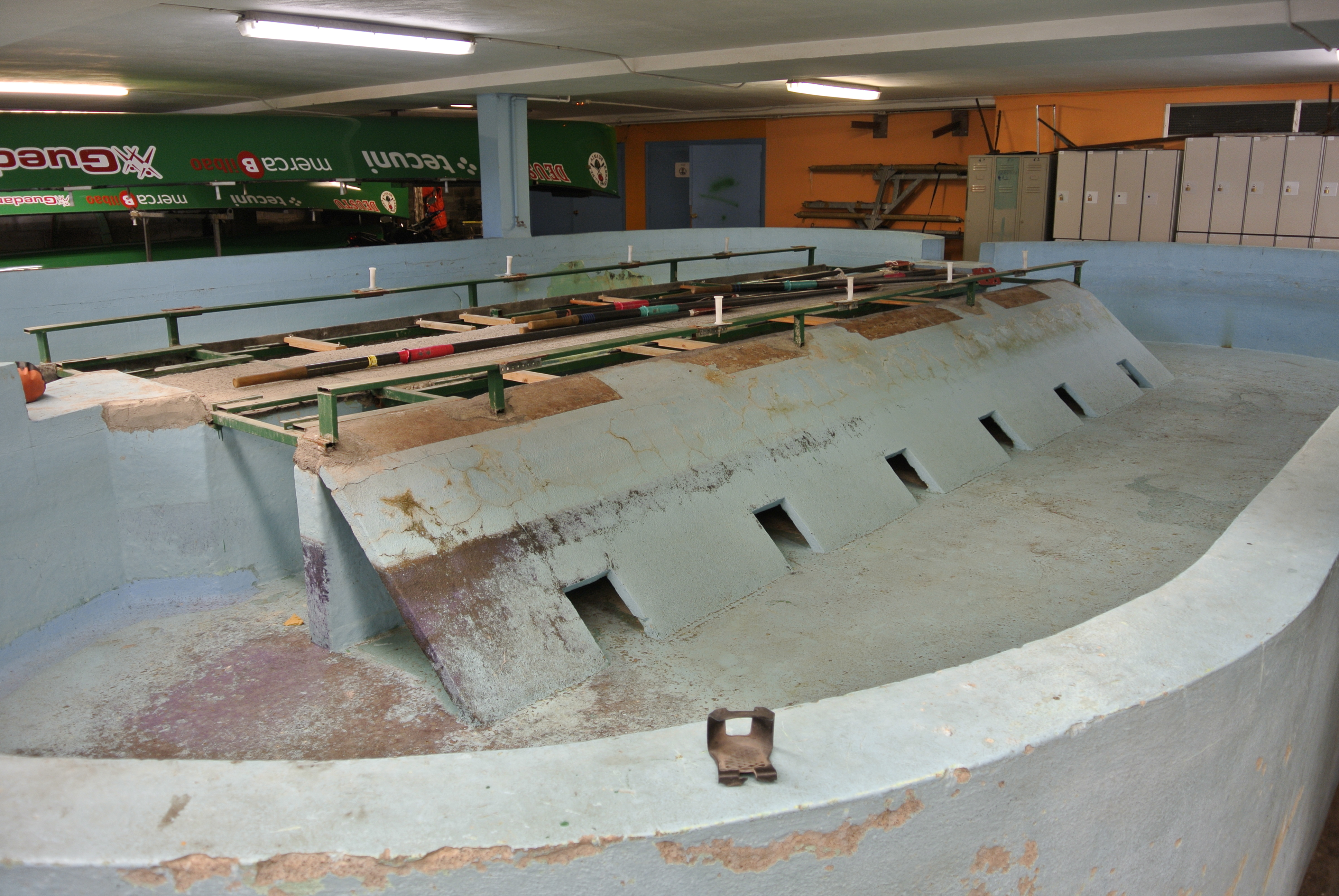
Foso en la antigua sede del club

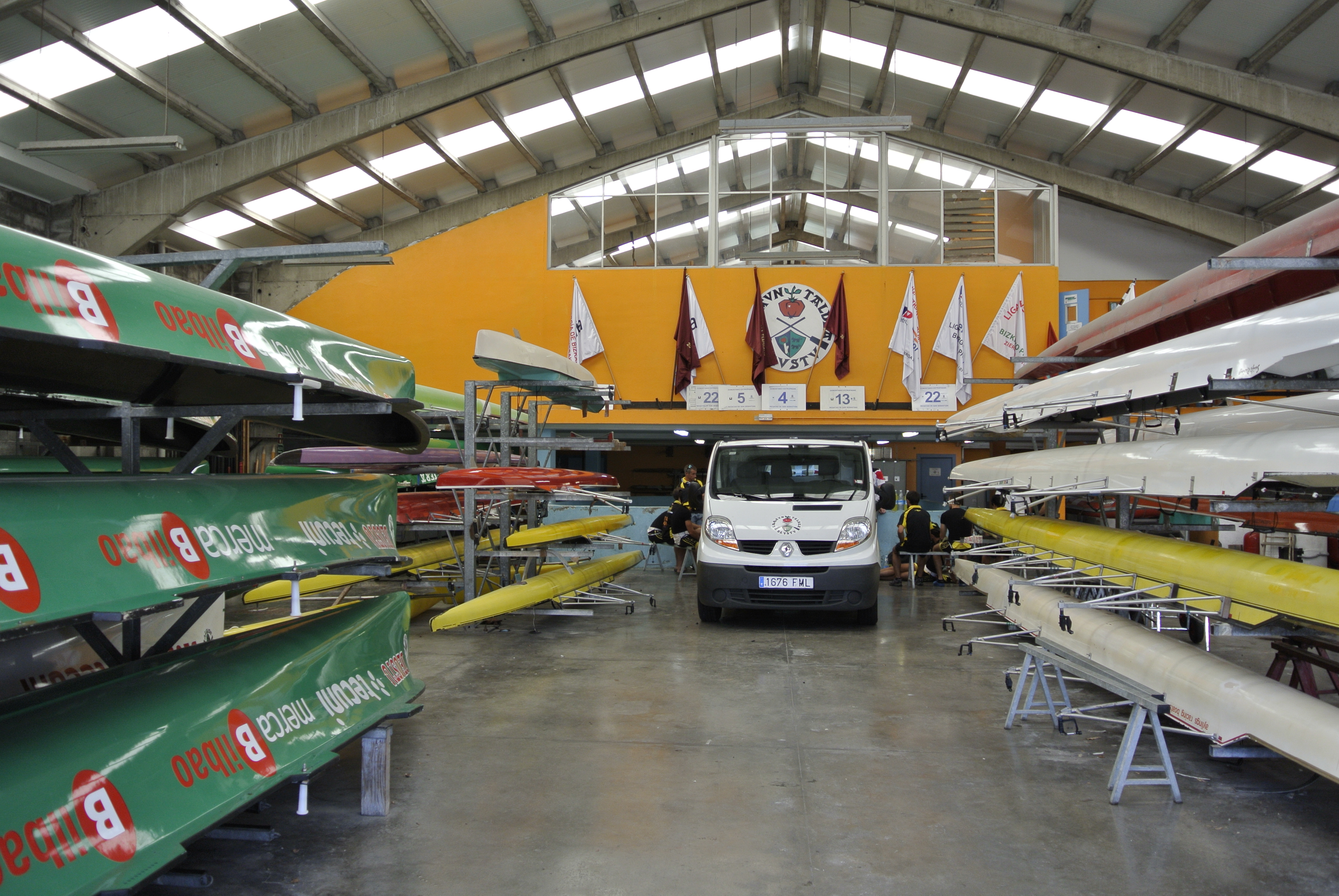
Interior, furgoneta y barcos en la antigua sede del club

- 1 Bandera Ayuntamiento de Gozón: 2009.[78]
- 2 Banderas de San Juan de Luz: 2009, 2018.[79][80]
- 2 Banderas de Rentería: 2009 y 2014.[81][82]
- 2 Banderas Puerto Viejo de Algorta: 2009 y 2014.[83][84]
- 1 Bandera de Zumaya: 2009.[85]
- 1 Bandera de Las Arenas: 2009.[86]
- 4 Banderas Villa de Bilbao: 2009, 2013, 2014 y 2018.[87][88][89][90]
- 2 Banderas de Erandio: 2009 y 2014.[91]
- 1 Bandera ARC: 2011 (Pasajes) y 2020 (Guecho).[92][93]
- 1 Bandera Ciudad de Castro Urdiales: 2013.[94]
- 1 Bandera Donostiarra: 2014.[95]
- 1 Bandera Regata Promoción de Fuenterrabía: 2014.[96]
- 1 Bandera de Santander: 2014.[97]
- 1 Bandera Marina de Cudeyo: 2015.[98]
- 1 Bandera Nocturna de Bilbao: 2015.[99]
- 1 Bandera de Bayona: 2019.[100]
- 1 Bandera de Errentería: 2019.[101]
- 1 Bandera de Camargo: 2019.[102]

### Trainera femenina
- 1 Descenso de San Nicolás: 2017.
- 1 Descenso de Deusto: 2017.
- 1 Campeonato de Vizcaya: 2017.
- 1 Bandera El Correo: 2017.
- 1 Bandera de la SDR Castro: 2018.
- 1 Bandera de Bilbao: 2018.
- 1 Bandera de Sestao: 2019.

### Trainerilla masculina
- 2 platas juveniles en el Campeonato del País Vasco de Trainerillas: 2008 y 2016.[103][104]
- 3 platas juveniles en el Campeonato de Vizcaya de Trainerillas: 2008, 2016 y 2018.
- 4 bronces juveniles en el Campeonato de Vizcaya de Trainerillas: 1986, 2013, 2015 y 2017.[105][106]

### Trainerilla femenina
- 1 plata sénior en el Campeonato del País Vasco de Trainerillas: 2008.[103]
- 2 oros sénior en el Campeonato de Vizcaya de Trainerillas: 2008 y 2017.[106]
- 1 plata sénior en el Campeonato de Vizcaya de Trainerillas: 2018.

### Batel masculino
- 1 plata juvenil en el Campeonato de España de Bateles: 1983.[4]
- 1 plata infantil en el Campeonato de España de Bateles: 2011.
- 1 bronce juvenil en el Campeonato de España de Bateles: 2017.[107]
- 1 bronce infantil en el Campeonato de España de Bateles: 2010.[108]
- 1 oro cadete en el Campeonato del País Vasco de Bateles: 2015.[109]
- 1 plata cadete en el Campeonato del País Vasco de Bateles: 2021.[110]
- 2 oros infantiles en el Campeonato del País Vasco de Bateles: 2010, 2011 y 2012.[111][112][113]
- 2 oros juveniles en el Campeonato de Vizcaya de Bateles: 1983 y 2020.
- 4 platas juveniles en el Campeonato de Vizcaya de Bateles: 2012, 2013, 2015 y 2016.
- 3 bronces juveniles en el Campeonato de Vizcaya de Bateles: 2017, 2018 y 2019.
- 3 oros cadetes en el Campeonato de Vizcaya de Bateles: 2013, 2020 y 2021.
- 2 platas cadetes en el Campeonato de Vizcaya de Bateles: 1994 y 2018.
- 2 bronces cadetes en el Campeonato de Vizcaya de Bateles: 2012 y 2016.
- 3 oros infantiles en el Campeonato de Vizcaya de Bateles: 1983, 2010 y 2011.
- 2 platas infantiles en el Campeonato de Vizcaya de Bateles: 2009 y 2019.
- 3 bronces infantiles en el Campeonato de Vizcaya de Bateles: 2005, 2012 y 2018.
- 1 bronce alevín en el Campeonato de Vizcaya de Bateles: 2017.

### Batel femenino
- 1 oro sénior en el Campeonato de España de bateles: 2021.[114]
- 1 oro sénior en el Campeonato del País Vasco de Bateles: 2021.[110]
- 2 bronces sénior en el Campeonato del País Vasco de Bateles: 2008 y 2017.[115][116]
- 1 bronce juvenil en el Campeonato del País Vasco de Bateles: 2021.[110]
- 1 plata cadete en el Campeonato del País Vasco de Bateles: 2006.
- 3 oros sénior en el Campeonato de Vizcaya de Bateles: 2017, 2020 y 2021.
- 3 platas sénior en el Campeonato de Vizcaya de Bateles: 2008, 2016 y 2019.
- 4 bronces sénior en el Campeonato de Vizcaya de Bateles: 2007, 2009, 2015 y 2018.
- 1 bronce juvenil en el Campeonato de Vizcaya de Bateles: 2021.
- 2 platas cadetes en el Campeonato de Vizcaya de Bateles: 2006 y 2007.
- 1 bronce infantil en el Campeonato de Vizcaya de Bateles: 2008.

### Banco Móvil
- 1 bronce 2- juvenil en el Campeonato de España: 1987.[117]
- 1 plata 2X infantil en el Campeonato del País Vasco: 2011.
- 1 plata 1X infantil en el Campeonato del País Vasco: 2011.
- 1 bronce 1X cadete en el Campeonato del País Vasco: 2011.
- 1 bronce 8+ Absoluto masculino en el Campeonato del País Vasco: 2016.

## Entrenadores sénior masculino
| Período   | Entrenador                |
| --------- | ------------------------- |
| 1981-1984 | Luis Ángel Antiza Hormaza |
| 1985-1991 | Joseba Fernández Martin   |
| 1992      | Julen Apoita Bilbao       |
| 1993      | Joseba Fernández Martin   |
| 1994-1995 | Luis Ángel Antiza Ormaza  |
| 1996-1997 | Iñaki Herrero             |
| 1998-2000 | Josu Ortube Herrero       |
| 2001-2002 | Julen Apoita Bilbao       |
| 2003      | Josu Ortube Herrero       |
| 2004-2005 | Mikel Ruiz                |
| 2006-2008 | Josu Ortube Herrero       |
| 2009-2011 | Luis Pedro de Vega Martín |
| 2012      | Josu Ortube Herrero       |
| 2013-2016 | Gerardo Ranero Fernandez  |
| 2017-2019 | Jon Elortegi Lekanda      |
| 2020-2021 | Alexander Esteban Silva   |

## Entrenadores sénior femenino
| Período   | Entrenador            |
| --------- | --------------------- |
| 2016-2020 | Fernando Beperet Ruiz |
| 2021      | Josu Ortube Herrero   |

## Presidentes
| Período         | Presidente                     |
| --------------- | ------------------------------ |
| 1981-1992       | Juan Antonio Camiruaga Arlucea |
| 1992-2000       | Gorka Munitxa                  |
| 2000-Actualidad | Aitor Mojas Urrutia            |